# DD JUMP
「DD JUMP」（ディーディージャンプ）は、Dancing Dollsの3rdシングル。2013年7月24日にソニー・ミュージックレコーズから発売。

## 概要
CD+DVDの初回生産限定盤とCDのみの通常盤の2形態で発売。

## 収録曲
1. DD JUMP
作詞：Dancing Dolls、作曲：Ucca-Laugh、編曲：Mitsuki Shiokawa
  - モーニング娘。のLOVEマシーンをサンプリングしている。[1][2][3][4][5]。
2. Sunshine
作詞：Dancing Dolls、作曲：emilou、編曲：3rd Productions
3. ONEWAY LOVE
作詞：Dancing Dolls、作曲：emilou、編曲：Ryosuke Shigenaga
4. フレンズ
作詞：NOKKO、作曲：Akio Dobashi
  - レベッカのカバー。

初回生産限定盤付属DVD
1. DD JUMP-Music Video-
2. DDガールズトーク